# Schriftfamilie
Eine Schriftfamilie vereint unter ihrem Schriftnamen mehrere verschiedene Schriftschnitte. Die Parameter für einen Schriftschnitt sind Schriftbreite, Schriftstärke und Schriftlage. Eine Schriftfamilie lässt sich in der Regel einer Schriftklasse nach DIN 16518 zuordnen, zum Beispiel der Klassizistischen Antiqua, der Serifenlosen Linear-Antiqua oder den Schreibschriften. Verwandte Schriftfamilien mit unterschiedlichen Klassifikationsmerkmalen (Serif, Sans Serif …) werden als Schriftsippen bezeichnet.
Während viele Displayschriften sowie auch Schreibschriften häufig als einzelne Zeichensätze konzipiert werden, existiert eine Werkschrift als Schriftfamilie. Unter Beibehaltung der Grundform eines bestimmten Schrifttyps werden durch Veränderungen v. a. der Schriftlage, der Strichstärke und Breite der Buchstaben Modifikationen in Form von sogenannten Schriftschnitten hergestellt. Durch solche Differenzierungen im Ausdruck ist es möglich, verschiedenen Anwendungen vor allem in der Lesetypografie besser Rechnung tragen zu können und den Lesekomfort durch Feinstrukturierung des Textes zu erhöhen.

Beispiele für Schriftschnitte
Schriftschnitte der Neuen Helvetica
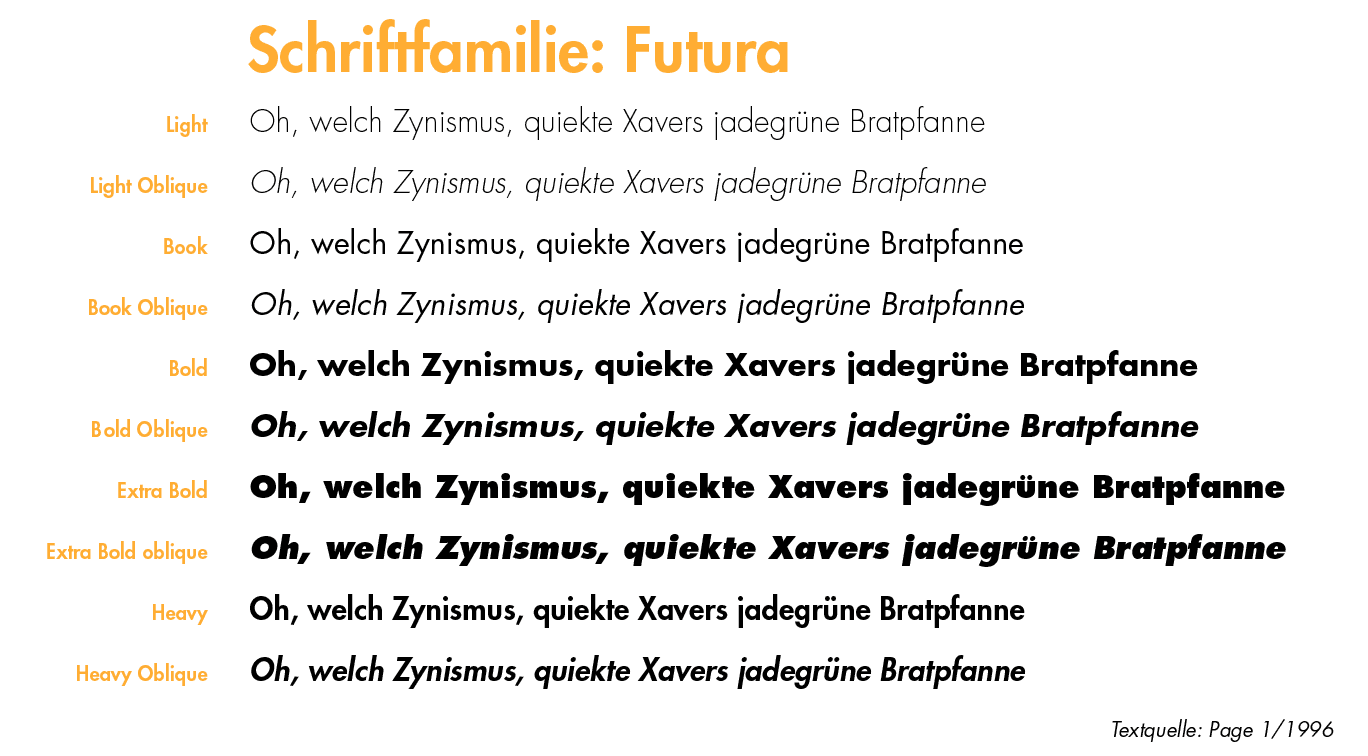
Schriftschnitte der Futura als Pangramm

Im Bleisatz musste man sich aus technischen Gründen auf eine sehr begrenzte Anzahl von Schriftschnitten beschränken. Als ein Meilenstein in der Schriftentwicklung wurde deshalb 1957 die Univers von Adrian Frutiger im Fotosatz gewertet. Mit ihr konzipierte der Schweizer Schriftgestalter das erste Schriftsystem, eine Satzschrift mit zunächst 21 Schnitten.
Danach eröffnete die Entwicklung digitaler Werkzeuge, wie Multiple Master Fonts, der Herstellung von Schriftschnitten völlig neue Möglichkeiten. 1994 brachte der Niederländer Lucas de Groot international die erste digitale „Superfamilie“ bzw. Schriftsippe heraus: die Thesis mit 144 Schnitten, die er später noch erweiterte.

Schriftfamilien-Beispiele aus der Schriftsippe der Thesis

In der Zwischenzeit wird es auch Anwendern ermöglicht, in gewissem Umfang verschiedene Schriftschnitte selbst zu generieren.